# Knutbühren
Knutbühren is een klein dorp in de Duitse gemeente Göttingen in de deelstaat Nedersaksen. Het dorp werd in 1973 bij de stad Göttingen gevoegd, maar heeft zijn dorpskarakter behouden.
Knutbühren wordt voor het eerst als zodanig genoemd in een oorkonde uit 1399, hoewel aannemelijk is dat het dorp ook al in oudere oorkondes wordt genoemd onder variaties van  buren. In het dorp staat een kapel die in 1828 verbouwd is.